# 西安戏剧学院
西安戏剧学院（英語：Xian Academy of Drama）是中华人民共和国陕西省西安市的一所省属全日制公办普通本科高等学校。

## 历史沿革
- 2023年7月26日，陕西省教育厅发布公示，整合陕西省内戏剧教育资源，新建西安戏剧学院，校址拟设在西咸新区秦汉新城的陕西艺术职业学院新校区（兰池校区）所在地块，具体为秦汉新城兰池大道以北、秦宫八路以西、秦宫六路以东，毗邻地铁14号线秦宫站。[1][2]

- 2025年6月11日，教育部公示，拟同意设立公办的西安戏剧学院。[3]

- 2025年6月19日，教育部同意设立公办的西安戏剧学院，首批设置表演、戏剧影视文学、戏剧影视美术设计、非物质文化遗产保护等4个普通本科专业。[4]

## 院系、专业设置
根据官网，西安戏剧学院拟设置三系、一部、三中心、一附校。

### 院系设置
- 戏剧表演系
- 戏剧文学系
- 戏剧舞台美术系
- 基础教学部（思政部）
- 中国非物质文化遗产（地方戏剧）保护研习中心
- 中国地方戏剧创作中心
- 戏剧文化艺术国际交流中心
- 附属中等艺术学校

### 专业设置
- 表演
- 戏剧影视文学
- 戏剧影视美术设计
- 非物质文化遗产保护

## 校区简介

### 兰池校区
西安戏剧学院兰池校区位于陕西省西安市西咸新区秦汉新城兰池大道369号。校区公示占地768.85亩、登记501.76亩，现有建筑面积6.57万平方米，规划建筑面积14.49万平方米。